# Дебелий Олександр Петрович
Олександр Петрович Дебелий (нар. 1913 — ?) — український радянський діяч, 2-й секретар Тернопільського обласного комітету КПУ. Депутат Верховної Ради УРСР 4-го скликання.

## Життєпис
Працював агрономом.
Член ВКП(б) з 1940 року.
У 1944—1945 роках — заступник завідувача, в березні 1945 — березні 1948 року — завідувач сільськогосподарського відділу Тернопільського обласного комітету КП(б)У.
У березні 1948 — вересні 1949 року — 3-й секретар Тернопільського обласного комітету КП(б)У.
З вересня 1949 по 1952 рік навчався у Київській Вищій партійній школі при ЦК КП(б)У. 
У вересні 1952 — березні 1956 року — 2-й секретар Тернопільського обласного комітету КПУ.
У 1956 — після 1967 року — заступник голови виконавчого комітету Тернопільської обласної ради депутатів трудящих.

## Нагороди
- орден Трудового Червоного Прапора (26.02.1958)
- орден «Знак Пошани» (23.01.1948)
- медалі